# Helen Baxendale
Helen Victoria Baxendale (Wakefield; 7 de junio de 1970) es una actriz británica. Es conocida por sus papeles como Rachel en Cold Feet (1997-2003), Emily en la comedia de situación estadounidense Friends (1997- 1998) y en Cardiac Arrest.

## Primeros años
Baxendale nació el 7 de junio de 1970 en Wakefield, Riding del Oeste de Yorkshire. Creció en Lichfield, Staffordshire, y quería ser una bailarina de ballet cuando era joven. Se formó en la Escuela de Danza de Elmhurst, pero se retiró a los 17 años para iniciar una carrera como actriz. Se incorporó a la Bristol Old Vic Theatre School, y luego trabajó en el Citizens Theatre de Glasgow desde 1992 a 1995. Es la hermana de la guionista Katie Baxendale.

## Vida personal
Baxendale ha estado saliendo con su pareja David Elliot desde sus días en Glasgow, y juntos tienen tres hijos: Nell (nacida en 1998), Eric (nacido en 2001) y Vincent (nacido en 2006).
Su primer embarazo fue durante su estancia en Estados Unidos, lo que significa que su personaje de Friends fue escrito antes de su embarazo. 